# Alfios
Der Alfios (neugriechisch Αλφειός Alfios, altgriechisch Ἀλφειός Alpheios, lateinisch Alpheus; alternativer griechischer Name Roufiás Ρουφιάς) ist der 110 km lange Hauptfluss der griechischen Halbinsel Peloponnes.
Der Alfios entspringt in Arkadien an den nordwestlichen Ausläufern des Parnonas-Gebirges in der Nähe der arkadischen Hauptstadt Tripoli südöstlich der Ortschaft Assea und nordwestlich der Ortschaft Vlachokerasea. Bereits die antiken Schriftsteller Pausanias und Strabon beschrieben die dortige Quelle. Der Ursprung liegt zwischen den Gipfeln Agriokerasia (1.140 m) im Südosten und dem Valtetsi (1.271 m) im Nordwesten. Im weiteren Verlauf fließt der Alfios eine kurze Strecke unterirdisch infolge von Karst-Phänomenen (Katavothre, gleich Schluckloch). Er nimmt in diesem unterirdischen Verlaufsabschnitt Wasser aus Sickerungen sowie aus dem in der Gegenwart trockengelegten Taka-See auf.
Der Alfios fließt dann weiter oberirdisch in südwestlicher Richtung in die Ebene von Megalopoli ein. Dort schwenkt sein Verlauf mit Einmündung eines ersten Zuflusses von Süden aus den Nordausläufern des Taygetos zwischen den Ortschaften Kamaritsa und Gefyra nach Nordwesten, wobei die Stadt Megalopoli in ihrem Westen passiert wird. Im Bereich der Ebene von Megalopoli ist der Alfios umfangreichen Wasserbaumaßnahmen infolge der Lignit-Förderung (Braunkohle) zwecks Energiegewinnung ausgesetzt. Auch wird das Wasser des Alfios an dieser Stelle für die Dampferzeugung in den Lignit-Kraftwerken von Megalopoli eingesetzt. Der Nebenfluss Elissonas, der von Nordosten her kommend nördlich von Megalopoli verläuft, westlich der Ortschaft Marathousa in den Alfios mündet und den Berg Menalo drainiert, ist diesen Baumaßnahmen ebenfalls ausgesetzt.
Die Ebene von Megalopoli wird nach Nordwesten hin nach der Einmündung des Elissonas verlassen; der Alfios tritt auf seinem Teilabschnitt bis zur Stadt Karitena in ein enges Tal ein. Nordwestlich von Karitena erhält der Alfios seinen ersten großen Zufluss, der Lousios, der aus nordnordöstlicher Richtung her kommend die Lousios-Schlucht verlassen hat und sein Wasser aus den Bergen Pilovouni und Menalo dem des Alfios hinzufügt. Südlich der Ortschaft Vlachoraptis und nördlich von Ano Kotili kommt die Grenzlinie zwischen den Präfekturen Elis und Arkadien auf den Fluss zu und verläuft anschließend mit dem Verlauf des Flusses. Bei der Ortschaft Sekulas schwenkt der Verlauf des Alfios nach Westen bis zur Ortschaft Tripotamia (übersetzt drei Flüsse). Dort erhält der Alfios das Wasser der aus dem Norden kommenden Nebenflüsse Erymanthos und Ladonas. Der Ladonas führt die Wassermengen des südlichen Aroania-Massivs (Chelmos) dem Alfios zu. Zuerst mündet der Ladonas, etwas weiter westlich der Erymanthos. Der Zufluss des Erymanthos markiert einen erneuten Wechsel der Fließrichtung des Alfios, nun wieder in nordwestlicher Richtung bis in den Süden der Ortschaft Mouria.
Bei Mouria schwenkt der Alfios wieder nach Westen und fließt in Bögen auf das antike Olympia zu. Bei Erreichen des antiken Olympia fließt dem Alfios aus dem Norden der Kladeos zu. Westlich der Einmündung des Kladeos erreicht der Alfios die nach ihm benannte Stadt Alfioussa in deren Norden. Vor Alfioussa mündet der Selinous, der einzige größere linke Nebenfluss, in den Alfios. Nach der Einmündung des Selinous befindet sich bei Alfioussa ein Sperrwerk des Alfios, der 1967 in Betrieb genommene Floka-Damm (siehe Bild). Aus diesem wird Wasser zur landwirtschaftlichen Bewässerung entnommen wird. Westlich von Alfioussa wird der Alfios von der Straße Ethniki Odos 9 (Europastraße 55; Pyrgos-Kyparissia-Kalamata) überquert, wobei in den nächsten fünf Jahren eine Überquerung durch die in Bau befindliche Autobahn 9 hinzukommt. Nach der Straßenbrücke führt der Alfios einen Mäander aus und schwenkt für seinen nur noch sehr kurzen Verlauf bis zur Einmündung in den nördlichen Teil des Golf von Kyparissia (Ionischen Meeres) nach Südosten. Zwischen der Ortschaft Spiantza im Norden und der Ortschaft Paralia Epataliou im Süden erreicht der Alfios das Meer.

## Hydrologie
Der Alfios drainiert (Einzugsgebiet) ein niederschlagsreiches Gebiet mit einer Ausdehnung von 3.600 km². Die mittlere jährliche Regenmenge in dem Einzugsgebiet liegt bei 1.070 mm. Das Einzugsgebiet erstreckt sich auf die westliche und zentrale Peloponnes. Das Einzugsgebiet teilt sich auf die drei Präfekturen Arkadien (60 %), Elis (30 %) und Achaia (10 %) auf. Das Einzugsgebiet des Alfios kann in drei geographische Teile nach Laufabschnitt des Flusses eingeteilt werden: das obere Einzugsgebiet am Oberlauf hat dabei eine Fläche von 250 km², das mittlere und größte im Mittellauf eine Fläche von 3.048 km² und das untere eine Fläche von 362 km².
Die mittlere Abflussmenge des Alfios beträgt infolge des Wasseraufkommens im Einzugsgebiet 1,5 Milliarden Kubikmeter pro Jahr. An der Alfioussis-Brücke im Unterlauf des Alfios werden mittlere Durchflussraten von 67 Kubikmetern Wasser pro Sekunde registriert. Der Alfios bewässert nach seinem Stauwerk in der Nähe des antiken Olympia eine Fläche von 135.000 Stremmata zu Zwecken der Landwirtschaft.
Der Alfios hat mit seinen Wassermassen und Sedimentmengen zur Bildung der Lagunen Kaiafa (Καϊάφα), Agoulinitsa (Αγουλινίτσα) und Mouria (Μουριά) an der Küste des Ionischen Meeres beigetragen. Von den Lagunen ist nach Trockenlegung der beiden anderen im Jahr 1967 lediglich die Kaiafa-Lagune verblieben. Sie ist ein besonders schützenswertes Feuchtgebiet im Sinne der RAMSAR-Konvention von 1971. Die jährlichen Sedimentmengen des Alfios belaufen sich auf mehr als 2,5 Millionen Tonnen pro Jahr. Das durch diesen Sedimenteintrag im Golf von Kyparissia gebildete Delta-System samt Lagunen ist durch den Bau von Staudämmen (beispielsweise der Ladonas-Stausee) in seinem natürlichen Ablauf unterbrochen. Infolgedessen sind an der Küste um die Alfios-Mündung Erosionsphänomene aufgetreten; darunter auch ein Rückgang der Küstenlinie nach Osten um mehr als einen Meter pro Jahr.
Mitte bis Ende August 2007 waren der Unter- und Mittellauf des Flusses Alfios durch die großen Waldbrände auf der Peloponnes betroffen. Inwieweit diese Waldbrände einen Einfluss auf die Charakteristika des Flusses haben, ist gegenwärtig nicht bekannt.

## Mythologie
Das geheimnisvolle Verschwinden des Stroms veranlasste die Sage von der Liebe des Flussgottes Alpheios zur Nymphe Arethusa. Sie floh vor ihm, der als Jäger sie verfolgte, bis zur Insel Ortygia bei Syrakus, wo sie zur Quelle ward; die mitleidigen Götter verwandelten Alpheios in einen Fluss, der nun, unter dem Meer hindurchfließend, als Quelle bei Ortygia (submarin) wieder auftauchte und seine Wellen mit dem Quell Arethusa mischte.